# Musicmatch Jukebox
Musicmatch Jukebox fue un reproductor de audio de terceros equivalente en características al iTunes de Apple o Windows Media Player de Microsoft.
El 17 de julio de 2002 Apple presentó el primer iPod para Windows, que incluía el Musicmatch Jukebox para gestionar la biblioteca musical del usuario y transferir música al iPod. Con la introducción de iTunes para Windows el 16 de octubre de 2003, dejaron de trabajar en el programa Musicmatch. El reproductor requería bibliotecas de Windows Media Player y de Internet Explorer pero cuando IE llegó a versión 6 en Windows XP el programa MusicMatch dejó de funcionar al perder compatibilidad. Hubo una versión para Linux aunque en realidad se trataba de una emulación de Windows a través de Wine. Entre sus principales fortalezas se encontraba la organización de su librería de archivos mp3, que posibilitaba ordenar la colección por artista, álbum, género, etcétera; admitía etiquetas ID3v1 e ID3v2.3; y permitía extraer CD desde la tarjeta de sonido. 
El 14 de septiembre de 2004, Yahoo! anunció que iba a adquirir Musicmatch. La adquisición se completó el 19 de octubre de 2004. En septiembre del 2008, Yahoo! Music Jukebox descontinuó el software.